# Řetová
Řetová är en ort i Tjeckien. Den ligger i regionen Pardubice, i den östra delen av landet, 140 km öster om huvudstaden Prag. Řetová ligger 402 meter över havet och antalet invånare är 671.
Terrängen runt Řetová är huvudsakligen kuperad, men åt sydväst är den platt. Runt Řetová är det ganska glesbefolkat, med 50 invånare per kvadratkilometer. Närmaste större samhälle är Ústí nad Orlicí, 3,2 km norr om Řetová. I omgivningarna runt Řetová växer i huvudsak blandskog.